# Le più belle canzoni (Luciano Rossi)
Le più belle canzoni è l'undicesimo album del cantante Luciano Rossi, pubblicato nel 1988 dalla Phoenix. Contiene l'inedito E domani e nove brani famosi riarrangiati.

## Tracce

### Lato A
1. E domani (D'Angelo/Di Maggio/Rossi)
2. Bella (Rossi)
3. Senza parole (Rossi)
4. Ammazzate oh! (Rossi)
5. Se per caso domani (Rossi)

### Lato B
1. Se mi lasci non vale (Rossi/Belfiore)
2. Aria pulita (Rossi)
3. Abbasso te (Rossi/Depsa/Malepasso)
4. La terra dei cantautori (Rossi)
5. Pensandoci bene (D'Angelo/Rossi)